# Eouvigerina
Eouvigerina es un género de foraminífero bentónico de la familia Eouvigerinidae, de la superfamilia Eouvigerinoidea, del suborden Rotaliina y del orden Rotaliida. Su especie tipo es Eouvigerina americana. Su rango cronoestratigráfico abarca desde el Albiense (Cretácico inferior) hasta el Maastrichtiense (Cretácico superior).

## Clasificación
Eouvigerina incluye a las siguientes especies:
- Eouvigerina aculeata
- Eouvigerina aegyptiaca
- Eouvigerina americana
- Eouvigerina aspera
- Eouvigerina austinana
- Eouvigerina campanica
- Eouvigerina denticulocamerata
- Eouvigerina excavata
- Eouvigerina geneae
- Eouvigerina gracilis
- Eouvigerina hispida
- Eouvigerina indica
- Eouvigerina inflata
- Eouvigerina laevigata
- Eouvigerina laxistoma
- Eouvigerina lobatula
- Eouvigerina pseudohispida
- Eouvigerina plummerae
- Eouvigerina robusta
- Eouvigerina serrata
- Eouvigerina westphalica